# Bahnhof Silberhausen

Silberhausen ist ein ehemaliger Bahnhof und heutiger Haltepunkt in Dingelstädt im Landkreis Eichsfeld. Er liegt an der Bahnstrecke Gotha–Leinefelde bei Streckenkilometer 57,77 auf der Südabdachung des Dün auf einer Höhe von ungefähr 370 m ü. NN. Er befindet sich ungefähr einen Kilometer nördlich von Silberhausen und 1,5 Kilometer östlich von Dingelstädt.

## Geschichte
Mit Inbetriebnahme der 1870 fertiggestellten Bahnstrecke Gotha-Leinefelde wurde auch der Bahnhof in der Gemarkung von Silberhausen eröffnet. Der ursprüngliche Name der Station war Silberhausen-Dingelstädt, benannt auch nach der unweit von Silberhausen gelegenen Kleinstadt Dingelstädt. 1880 wurde der Bahnhof in Silberhausen umbenannt, da Dingelstädt einen eigenen Bahnhof an der neu erbauten Kanonenbahn bekam. 1882 ging das Eigentum der Thüringischen Eisenbahn-Gesellschaft, zu der der auch die Bahnstrecke Gotha-Leinefelde gehörte, an den Preußischen Staat über.
Der Bahnhof bot eine wichtige Zusteigemöglichkeit nicht nur für die nahen Ort Silberhausen und Dingelstädt, sondern auch für die Dörfer auf der Eichsfelder Höhe.
Am 4. Dezember 1902 blieb ein Personenzug wegen starken Schneefall zwischen Silberhausen und Leinefelde im Schnee stecken und konnte erst nach mehrstündiger Verspätung die Fahrt fortsetzen. Aus den Jahren 1911 bis 1912 stammen Planungen für eine Bahnstrecke zwischen den Bahnhöfen Silberhausen und Bernterode vorbei an Reifenstein, Kleinbartloff und Niederorschel, die aber nicht weiter ausgeführt wurde. Die Einbindung an die Bahnstrecke Gotha-Leinefelde wäre im Gießgraben bei Reifenstein erfolgt.
Mit der durch die Obereichsfelder Kleinbahn AG errichteten Bahnstrecke Silberhausen–Hüpstedt wurde 1913 in Silberhausen ein separater Bahnhof östlich des bestehenden Bahnhofes in Betrieb genommen. Beide Bahnhöfe waren über ein Verbindungsgleis verbunden, um den Abtransport der Kaligüter zu gewährleisten. Damit wurde Silberhausen zu einem Trennungsbahnhof. Nach der Stilllegung dieser Bahnstrecke 1947 wurden deren Bahnanlagen vollständig abgebaut, der Bahnhof wurde wieder zu einem Durchgangsbahnhof. Bis etwa 1991 war der Bahnhof noch Haltestation für Eilzüge der Reichsbahn.
Infolge von Umbaumaßnahmen entlang der Bahnstrecke Gotha-Leinefelde im Jahr 1997 wurde auch der Bahnhof umgestaltet, es wurden alle Gleise und Weichen bis auf das durchgehende Hauptgleis mit dem Bahnsteig zurückgebaut und die Betriebsstelle zum Haltepunkt. Das 1979 in Betrieb genommene Stellwerk wurde im Jahr 2000 stillgelegt. Das ehemalige Empfangsgebäude wurde verkauft, auf dem angrenzenden ehemaligen Bahnhofsgelände beider Bahnhöfe ist ein Bauunternehmen ansässig.
Im Rahmen der im Bundesverkehrswegeplan 2030 vorgesehenen Modernisierung der Bahnstrecke von Gotha nach Leinefelde soll im Bahnhof Silberhausen ein 740 m langes Kreuzungsgleis durch Neubau geschaffen werden.

## Ausstattung
Der Personenbahnhof bestand ursprünglich aus 2 Gleisen mit Bahnsteigen, der Güterbahnhof hatte laut Planungsunterlagen um 1912 bis zu 6 Gleise und eine Drehscheibe. Heute ist der einzige Bahnsteig der eingleisigen Bahnstrecke barrierefrei von der Bahnhofstraße erreichbar. Ein Ticketautomat, ein Zuganzeiger, eine Lautsprecheranlage und Fahrradstellplätze sind vorhanden. Unmittelbar am Bahnsteig befindet sich ein Übergang zu einer Bushaltestelle.

## Verkehrsanbindung
Im Fahrplanjahr 2024/2025 wird der Bahnhof Dingelstädt von folgenden Linien bedient:
| Linie | Linienverlauf                                                                                      | Takt | EVU             |
| ----- | -------------------------------------------------------------------------------------------------- | ---- | --------------- |
| RE 1  | Göttingen – Leinefelde – Silberhausen -Gotha – Erfurt – Jena-Göschwitz – Gera – Gößnitz – Glauchau |      | DB Regio Südost |
| RB 2  | Kassel-Wilhelmshöhe – Eichenberg – Leinefelde – Silberhausen– Bad Langensalza – Erfurt             |      | DB Regio Südost |
| RB 52 | Leinefelde – Silberhausen – Bahnhof Mühlhausen (Thür);– Bad Langensalza – Kühnhausen – Erfurt      |      | DB Regio Südost |

## Silberhausen Kleinbahnhof
Für die im Jahr 1913 eröffnete Bahnstrecke Silberhausen–Hüpstedt wurde unmittelbar östlich des Bahnhofes Silberhausen ein eigener Kleinbahnhof geschaffen, der in Kursbüchern als Silberhausen Nord angegeben wurde. Er verfügte über 6 Gleise und einen Bahnsteig mit kleinen Stationsgebäude. Die Anbindung an den Staatsbahnhof erfolgte über eine östliche und westliche Weichenverbindung. 1920 kam es zu einem schweren Eisenbahnunfall mit 14 toten Passagieren. Ein mit 19 beladenen Güterwegen und einem Personenwagen bestehender Zug kam auf einer Gefällstrecke vor dem Bahnhof wegen Vereisung ins Rutschen und entgleiste im Bahnhofsgelände. Danach wurde die östliche Weichenverbindung ausgebaut und das Ausziehgleis als Sandgleis umgebaut.
Mit Einstellung der Kaliförderung in Hüpstedt ab 1924 kam die Obereichsfelder Kleinbahn und damit deren Bahnhof Silberhausen in wirtschaftliche Schwierigkeiten. Der Betrieb wurde aber bis 1947 mit reduzierten Zugangebot aufrechterhalten. Der Besitz der Bahn wurde bereits 1946 verstaatlicht, ging dann in Besitz der Sächsischen Provinzbahnen GmbH in Halle über, später kam er zum VVB-Handel-Thüringen (Landesbahnen) und 1949 zur Deutschen Reichsbahn. Nachfolgend erfolgte ein Rückbau der Bahnanlagen. 1960 wurde auf dem Gelände der Kleinbahn eine Bahnmeisterei für den hiesigen Abschnitt der Kanonenbahn eingerichtet.

## Silberhausen Trennungsbahnhof

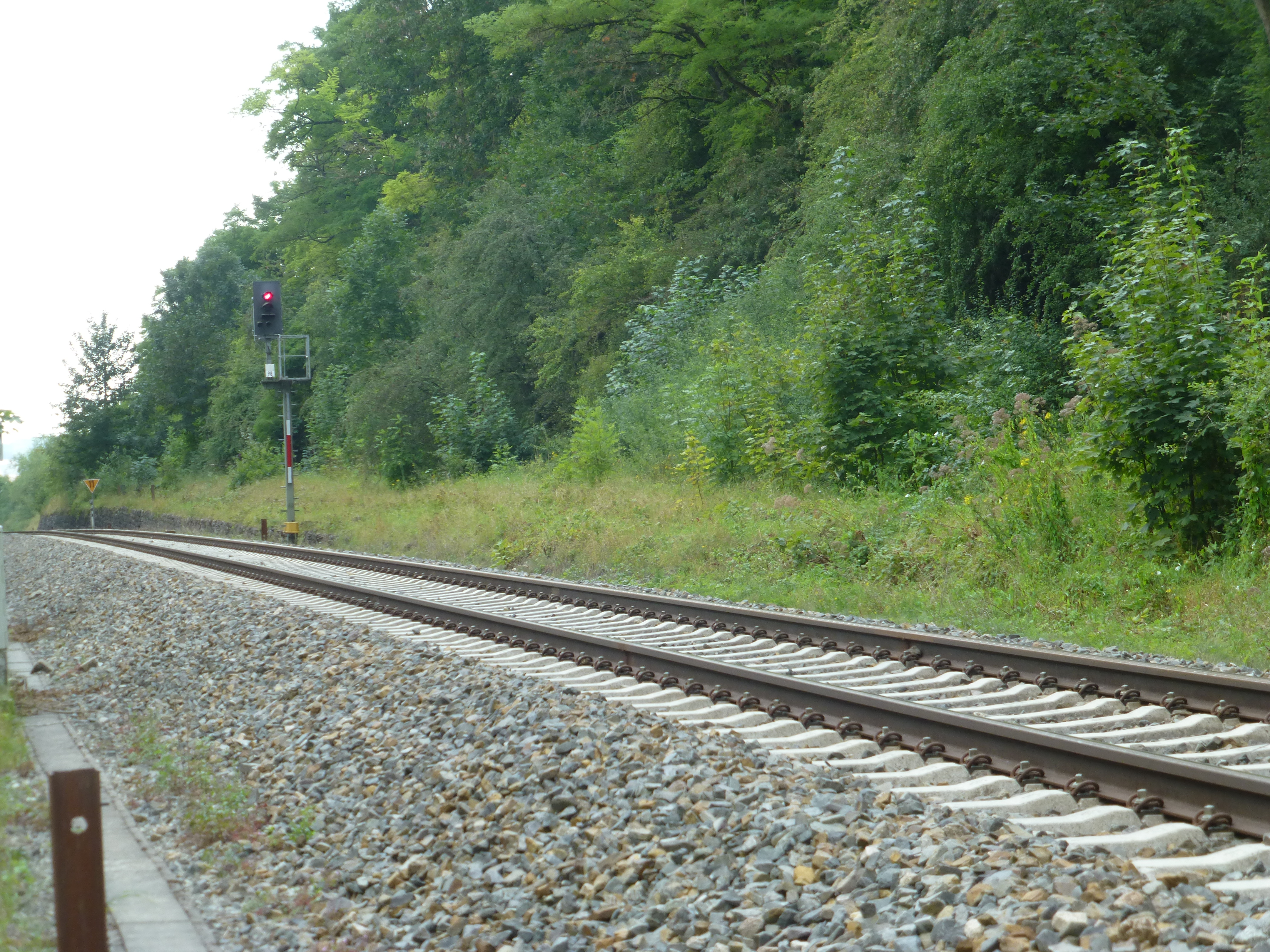
Das Gleis der Bahnstrecke von Leinefelde in Richtung Silberhausen mit noch vorhandenem Bahndamm des Ausfahrgleises in Richtung Dingelstädt

In Silberhausen gab es zeitweise noch einen dritten Bahnhof. 1880 wurde mit dem Bau des ersten zweigleisigen Abschnittes der Bahnstrecke Leinefelde–Treysa von Leinefelde bis Dingelstädt gleichzeitig eine kreuzungsfreie Abzweigung von der Bahnstrecke von Leinefelde-Gotha geschaffen. Dieser Abzweig befand sich nur etwa einen Kilometer nördlich des Bahnhofes Silberhausen in einem Einschnitt des »Dünkopfes« auf einer Höhe von 380,13 m und war gleichzeitig der höchste Punkt der Bahnstrecke Leinefelde–Gotha. 1905 wurde diese Trennungsstelle zu einem kleinen Bahnhof mit Umsteigemöglichkeit zwischen beiden Strecken ausgebaut. Dazu wurden 2 Bahnsteige, eine kleine Wartehalle, ein Dienstraum sowie Schuppen und Abort errichtet. Weiterhin gab es ein eigenes Stellwerk. Der Bahnhof befand sich an Streckenkilometer 8,22 km von Leinefelde und 58,90 km von Gotha. Die Namen wechselten von anfangs Silberhausen Trennungsstation zu Trennungsbahnhof und danach als Abzweigstelle einfach Trennung.
Mit dem Ende des Zweiten Weltkrieges kam es zu einem Bedeutungsverlust und einer schrittweisen Zurückstufung des Bahnhofes. Etwa 1945 wurde der Personenhalt am Bahnhof eingestellt und danach wurde die Station auch nicht mehr in den Fahrplänen erwähnt. Vermutlich nach 1945 wurde die Brückenkonstruktion des nicht mehr benötigten Einfahrtgleises zum Trennungsbahnhof abgerissen. Der Bahnhof wurde dann 1951 zu einer Blockstelle herabgestuft und 1960 zu einem Abzweig, das Stellwerk wurde 1979 stillgelegt. 1996 wurde der Verkehr auf der Reststrecke der Kanonenbahn zwischen Leinefelde und Dingelstädt eingestellt, danach wurde die letzte Weiche des ehemaligen Bahnhofes bzw. Abzweiges ausgebaut. Die ehemalige Betriebsstelle wird im aktuellen Betriebsstellenverzeichnis der DB noch unter der Bezeichnung USI A (Bft außer Betrieb) geführt.